# Bolitoglossa epimela
Bolitoglossa epimela es una especie de salamandras en la familia Plethodontidae.
Es endémica del centro de Costa Rica, en su vertiente caribeña.
Su hábitat natural son montanos y bosques húmedos y a baja altitud tropicales o subtropicales. Está amenazada de extinción debido a la destrucción de su hábitat.